# Hypoestes merrillii
Hypoestes merrillii är en akantusväxtart som beskrevs av Benjamin Clarke och Elm.. Hypoestes merrillii ingår i släktet Hypoestes och familjen akantusväxter. Inga underarter finns listade i Catalogue of Life.